# Escravos de Jó

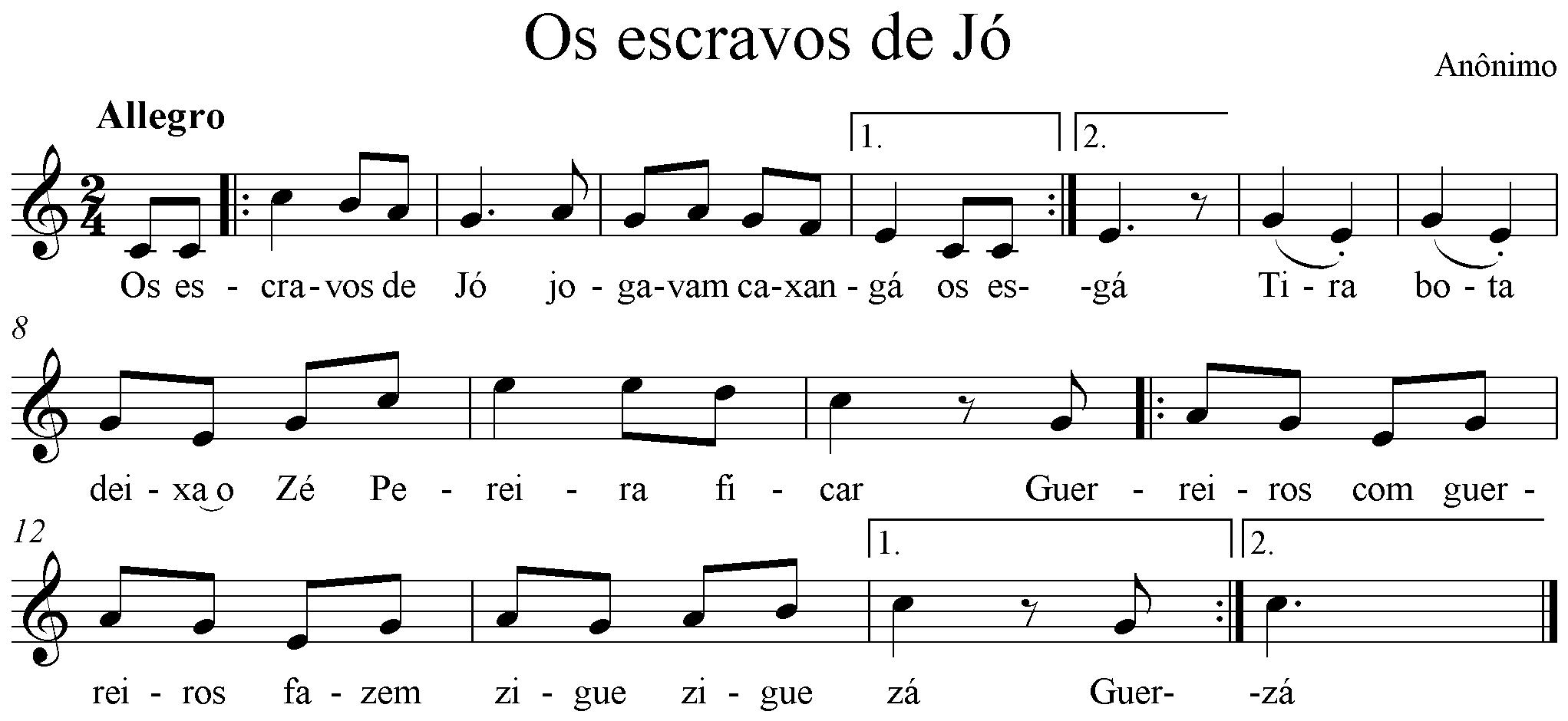
Partitura musical.

Escravos de Jó é um jogo infantil de cantiga de roda que exige, principalmente, as habilidades de agilidade e concentração. Formada a roda, as crianças (ou jogadores) permanecem paradas, podendo inclusive ficar sentadas, com um objeto igual para todos (pedrinhas, copo, caneca, etc), na mão direita.
Ao ritmo da música, marcando os tempos fortes, iniciam a brincadeira de passar o objeto que têm na mão direita para o vizinho da direita, e receber com a mão esquerda o objeto do vizinho da esquerda (se estiver em pé), trocando-o rapidamente de mão. Quando a letra diz "zigue, zigue, zá", o objeto é retido na mão direita, e só passado para a pessoa da direita na última palavra.

## Letra

### Escravos de Jó(versão Zé Pereira)
Versão popular na região em Minas Gerais, Nordeste, no Rio Grande do Sul e no Rio de Janeiro.
Escravos de Jó, jogavam caxangá,
Tira, bota, deixa o Zé Pereira ficar..
Guerreiros com guerreiros, fazem zigue zigue zá,
Guerreiros com guerreiros, fazem zigue zigue zá.

### Escravos de Jó(versão Zé Guerreiro)
Versão popular na região de Alagoas.
Escravos de Jó, jogavam caxangá,
Tira, bota, deixa o Zé Guerreiro ficar..
Guerreiros com guerreiros, fazem zigue zigue zá,
Guerreiros com guerreiros, fazem zigue zigue zá.

### Escravos de Jó(versão "tira, põe")
Versão popular na região de São Paulo.
Escravos de Jó, jogavam caxangá.
Tira, põe, deixa ficar...
Guerreiros com guerreiros, fazem zigue zigue zá,
Guerreiros com guerreiros, fazem zigue zigue zá.

### Escravos de Jó(versão Zambelê)
Possivelmente a versão original da cantiga.
Escravos de Jó, jogavam caxangá,
Tira, bota, deixa o Zambelê ficar...
Guerreiros com guerreiros, fazem zigue zigue zá,
Guerreiros com guerreiros, fazem zigue zigue zá.

### Escravos de Jó(versão Cão Guerreiro)
Escravos de Jó, jogavam caxangá,
Tira, bota, deixa o cão guerreiro entrar...
Guerreiros com guerreiros, fazem zigue zigue zá,
Guerreiros com guerreiros, fazem zigue zigue zá.

### Escravos de Jó(versão "tira, bota")
Escravos de Jó, jogavam caxangá,
Tira, bota, deixa ficar...
Guerreiros com guerreiros, fazem zigue zigue zá,
Guerreiros com guerreiros, fazem zigue zigue zá.

### Escravos de Jó(versão "vamos a Belém")
Versão popular na região de Pará.
Escravos de Jó, jogavam caxangá,
Tira, bota, vamos a Belém, que vai que vem...
Guerreiros com guerreiros, fazem zigue zigue zá
Guerreiros com guerreiros, fazem zigue zigue zá.

## Como jogar

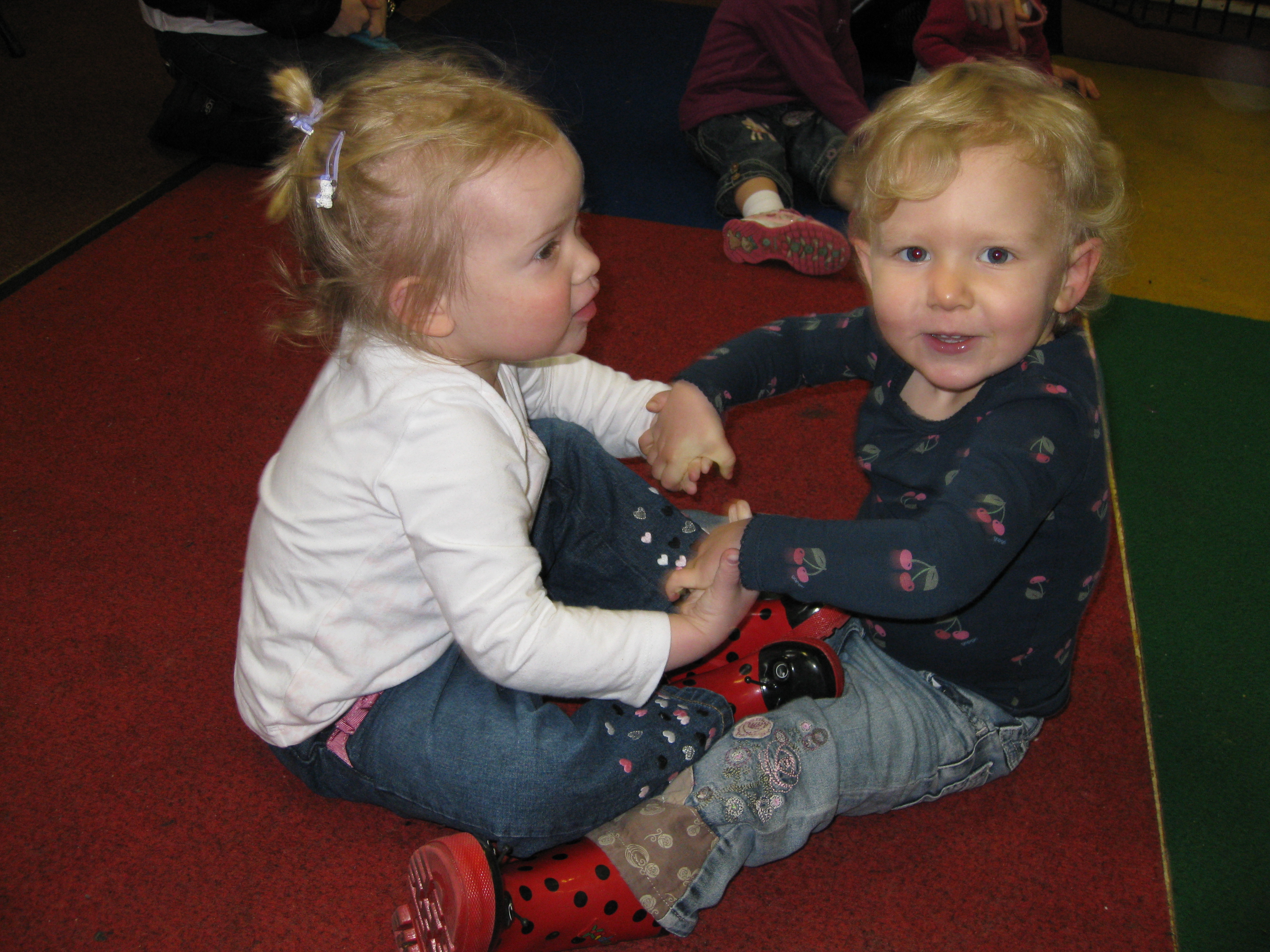
A cantiga pode ser jogada entre duas ou mais crianças

Quando o jogo é feito sentado (geralmente em torno de uma mesa), pode-se usar somente a mão direita, largando-se o objeto sempre à frente do vizinho da direita. Vão saindo da roda aqueles que se perderem no ritmo, ou passarem mal o objeto.
Este objeto pode ser uma caixinha de fósforo, ou qualquer outro que seja fácil de tomar com uma só mão. Para super cobras no jogo, pode ser tentada uma rodada especial invertendo o sentido da brincadeira (para a esquerda).

## A Regra Internacional
1. As mesas devem estar sempre alinhadas, em caso de mais de uma mesa;
2. Cada jogador deve ter um objeto nas mãos;
3. Na primeira vez é cantada a música com a letra tradicional;
4. Na segunda, a melodia é entoada apenas com os sons de "lá-lá-lá" no mesmo ritmo;
5. Na terceira vez, os jogadores apenas murmuram a melodia no mesmo ritmo fazendo "Boca Chiusa";
6. Na quarta vez, os jogadores apenas movimentam os objetos no ritmo, sem nenhum som, de modo que apenas as batidas na mesa deem o ritmo da cantiga;
7. A partir de então, bem vindo ao nível cinco, onde tudo acontece em ritmo mais acelerado a iniciar pela 3ª regra internacional.

Dispostos ao redor de uma mesa, os jogadores pegam um objeto cada um.
Ao ritmo da música, entregam seu objeto ao companheiro da direita.
Em determinados momentos da letra, não o solta e o trazem de volta.

### Movimento
```
Escravos (entrega a pedra ao jogador à direita e pega a da esquerda) (movimento 1)
de Jó (repete o movimento 1)
jogavam (repete o movimento 1)
caxangá (repete o movimento 1)

Tira (leva a pedra e não a solta) (movimento 2)
bota (traz a pedra de volta) (movimento 3)
deixa (movimento 1)
o zambelê (movimento 2)
ficar (movimento 3)

Guerreiros (movimento 1)
com guerreiros (movimento 1)
fazem zig (movimento 2)
zig (movimento 3)
zá (movimento 1)
```